# Городецкий, Георгий Дмитриевич
Георгий Дмитриевич Городецкий (22 марта 1923, Мощинки, Смоленская губерния — 1988, город Москва) — советский военный деятель, 1-й заместитель командующего войсками Киевского военного округа, генерал-лейтенант. Депутат Верховного Совета УССР 8-9-го созывов.
Жена — Юлия Михайловна Городецкая (Лукина), дочь генерал-лейтенанта, героя Российской Федерации Михаила Лукина.

## Биография
В Красной Армии с 1941 года. Участник Великой Отечественной войны с ноября 1942 года.
Член ВКП(б) с 1945 года.
После войны остался служить в Советской Армии.
Окончил Военную академию бронетанковых и механизированных войск. Находился на командных должностях в Советской Армии.
Окончил Военную академию Генерального штаба Вооруженных Сил СССР. Был командиром 117-й гвардейской учебной танковой дивизии. Генерал-майор танковых войск (7.05.1966).
В декабре 1968 — сентябре 1970 г. — командир 30-го гвардейского армейского Ленинградского Краснознаменного корпуса Ленинградского военного округа.
В сентябре 1970—1973 г. — командующий 1-й гвардейской армией Краснознаменного Киевского военного округа.
В октябре 1974 — мае 1978 г. — 1-й заместитель командующего войсками Краснознаменного Киевского военного округа.
Затем — в отставке.
Умер в 1988 году. Похоронен на Кунцевском кладбище.

## Звание
- генерал-майор танковых войск
- генерал-лейтенант танковых войск (22.07.1970)

## Награды
- ордена
- медали